# Плюшар, Евгений Александрович
Евге́ний Алекса́ндрович Плюша́р, Эже́н Плюша́р (фр. Eugène Pluchart; 1809, Санкт-Петербург, Российская империя — после 1880, Дрезден, Германская империя) — русский живописец французского происхождения, младший сын литографа и издателя Александра Плюшара, брат издателя Адольфа Плюшара; популярный мастер салонно-академического портрета, также работал как исторический живописец и жанрист. Академик Императорской Академии художеств (с 1839; ассоциированный член — «назначенный» с 1836).

## Биография
Сын типографа Александра Плюшара, с 1805 г. работавшего в России. Младший брат издателя Адольфа Плюшара (1806—1865).
В 1828—1832 гг. учился в Мюнхене. Затем вернулся в Россию. Автор целого ряда росписей в Исаакиевском соборе, а также многих портретов (в частности, писал Огюста Монферрана, Полину Виардо и сестру А. С. Пушкина О. С. Павлищеву).
Получил звание «назначенного в академики» (1836) за картину «Одалиска». Звание академика Императорской Академии художеств по разряду портретной живописи (1839) за портрет музыканта Кароля Липинского «знаменитого композитора, виртуоза и первого Императорского Российского концертиста».
В 1850-е годы открыл в Санкт-Петербурге фотоателье.
Уехал из России в 1860 или 1862 году.

## Галерея

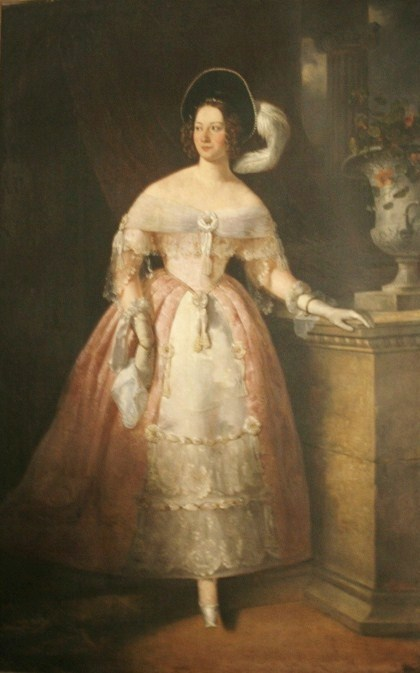
Портрет Анны Ивановны Барышниковой-Бегичевой (1837)
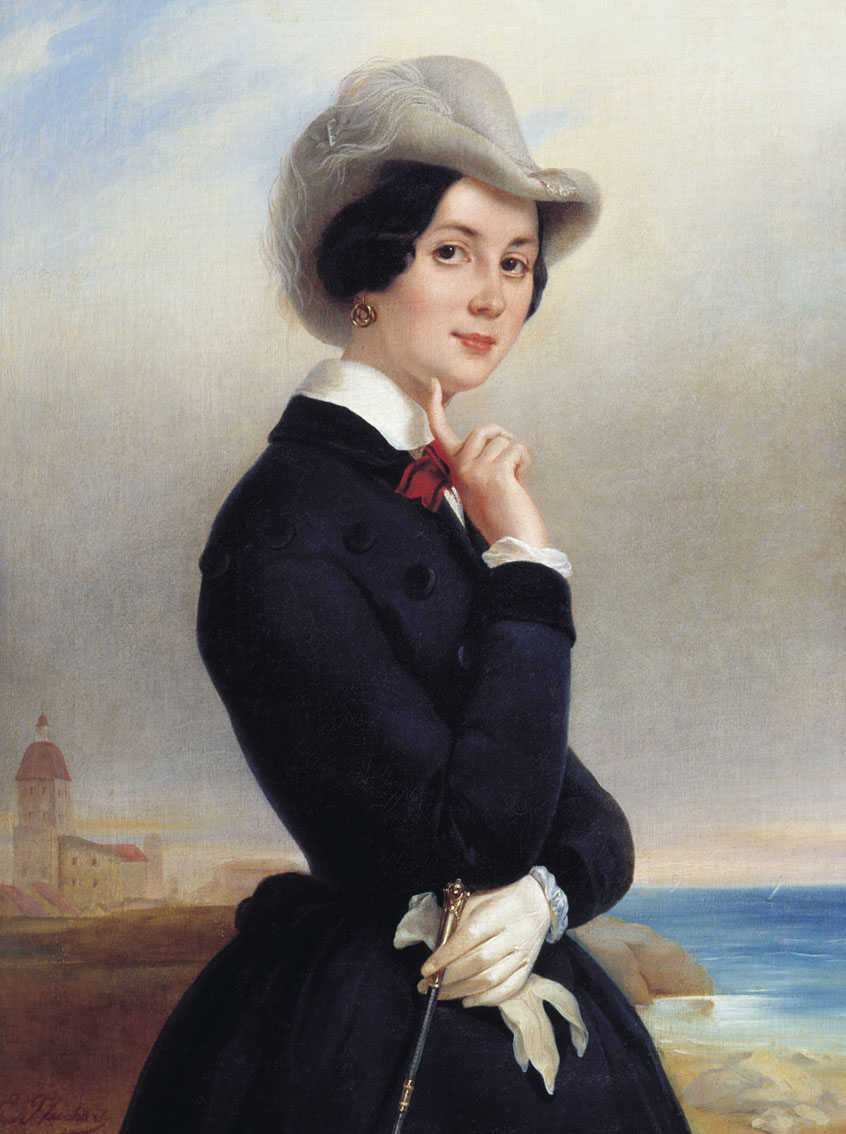
Портрет актрисы Веры Васильевны Самойловой (1840-е)
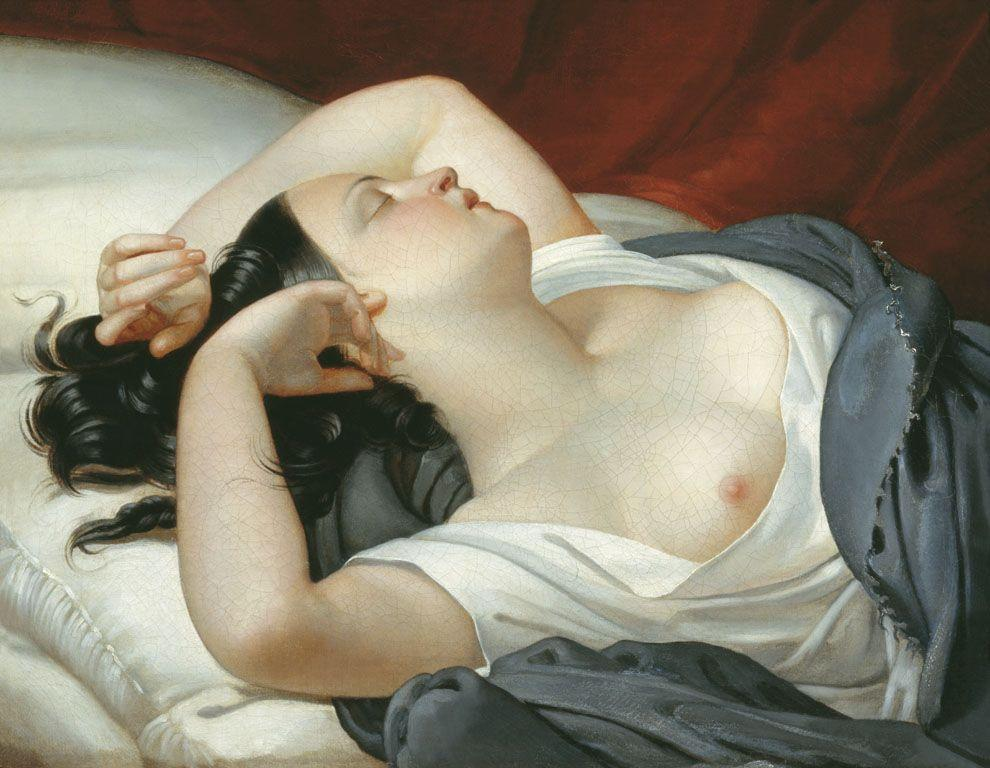
«Спящая итальянка» (1840-е гг.)
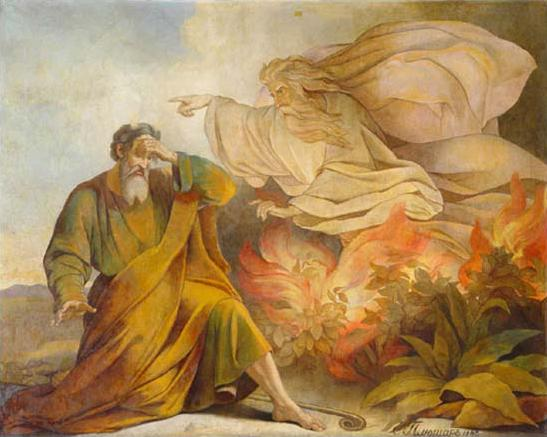
«Бог является Моисею в купине неопалимой» (роспись Исаакиевского собора, 1848)